# Seznam slovenskih policistov
Seznam slovenskih policistov in kriminalistov ter varstvoslovcev

## A
- Štefan Abraham
- Miloš Abram
- Jože Ajdišek
- David Antolovič
- Marjan Anzeljc
- Darko Anželj 1963 -
- Andrej Anžič 1947 -
- Damjan Apollonio
- Denis Avdić

## B
- Mitja Bartolme
- Katja Bašič 1946 -
- Igor Bavčar
- Bećirovič
- Irfan Beganović
- Uršula Belaj
- Slavko Belak 1932 - 89
- Simon Belšak
- Drago Berden
- Mihael Berlic
- Renato Bešker
- France Bevc
- Vinko Beznik 1956 - 2022
- Bruno Blažina
- Tatjana Bobnar 1969 -
- Ivan Bokal 1923 - 71?
- Branimir Bračko
- Lado Bradač
- Matej Brajnik
- Rihard Braniselj 1966 -
- Davorin Bratuš 1960 - 2020
- Ivan Bratuž
- Anton Bregar
- Tomaž Brezic
- Štefan Brezočnik 1947 - 2012
- Bogo(mil) Brvar 1947 -
- Anton Bukovnik?
- Dušan Burian

## C
- Emil Celar
- Branko Celar
- Branko Celec
- Celina
- Igor Ciperle
- Dušan Cotič
- Franc Cvetan 1923 - 1992 (promet)
- Rok Cvetko

## Č
- Matjaž Čuček 1977 -
- (Denis Čaleta)
- Tomaž Čas 1953 -
- Emil Čebokli
- Jakob Čeferin
- Pavle Čelik 1941-
- Jože Čerin 1923 - ?
- Miha Čerin
- Evgen Česnik
- Boris Čižmek - Bor 1919 - 2008
- Mirela Čorić 1977-
- Robert Črepinko 1976-
- Leopold Čuček 1953-
- Sandi Čurin
- Milan Čuš 1961-

## Ć
- Željko Ćurić

## D
- Slavko Debelak 1947 - 2013
- Darko Delakorda
- Jakob (Jaka) Demšar
- Bojan Dobovšek 1962 -
- Milan Domadenik 1936 - 2020
- Marjan Dragan
- Nikolaj Dragoš 1907 - 2018
- Anton Dvoršek 1949 -

## E
- Katja Eman? (kriminološka psihol.)
- Željko Ernoič
- Ivan Eržen (SDV)

## F
- Valter Fabjančič 1973 -
- Marjan Fank
- Robert Ferenc 1967-
- Dušan Ferenčak
- Marjan Ferk 1952 - 2009
- Jurij Ferme 1963 - 2021
- Alojz Flisar
- Danijela Frangež
- Dušan Florjančič

## G
- Dejan Garbajs
- Marko Gašperlin - FRONTEX
- Slavko Gerželj
- Boštjan Glavič
- (Odilo Globočnik)
- Matija Golob
- Zvone Golob
- Vinko Gorenak 1955 -
- Silvo Gorenc (SDV)
- Tone (Anton) Gorjup
- Dušan Gorše
- Janko Goršek 1965-
- Franc Gosenca
- Evgen Govekar
- Janez Gradin
- Jožef Grah
- Boris Grilc?
- Jurij (Jure) Griljc
- Boštjan Grm
- Jolanda Grom Ravnikar 1952 -

## H
- Lovro Hacin 1886 - 1946
- Zlatko Halilovič
- Matej Harb
- Kamilo Hilbert
- Vidko Hlaj
- Ivan Hočevar 1953 -
- Ivo Holc
- Milan Horvat 1957 -
- Matjaž Hrovatin
- Zvonko Hrastar?
- Marko Hriberšek
- Gregor Hudrič
- Robert Hvalc

## I
- Vladimir Ilić
- Milovan Ipavec
- Stanislav Isak
- Karol Iskra
- Branko Ivanuš
- Klemen Izda

## J
- Igor Jadrič
- Iztok Jakomin
- Pavel Jamnik
- Zdenka Jan
- Breda Janežič 1948 - 1995
- Branko Japelj
- Martin Jazbec
- Matjaž Jerkič
- Leopold Jesenek
- Aleksander Jevšek 1961-
- Andrej Jurič
- Igor Juršič
- Senad Jušić

## K
- Primož Kadunc
- Milan Kangler
- Igor Kanižar - 1957
- Rastislav Kanižar
- Vladimir Kante 1905 - 1945
- Hinko Kapun 1922 - 1989 (promet)
- Ivan Kapun (promet)
- Maksimiljan Karba
- Ludvik Kastelic
- Dejan Kavčič
- Erna Kavčič
- Leon Keder ?
- Andrej Kegljevič
- Zvonimir Kelher
- Igor Kekec
- Janez Kerin 1967 -
- Vekoslav K(e)rševan
- Dejan Kink (vodja letalske policijske enote)
- Toni Klančnik
- Mitja Klavora 1955 -
- Milan Klemenčič - Klemenko 1959 - 2022
- Željko Kljajić
- Slavko Kocmut
- Stanislav Kofalt
- Mirko Kokol
- Jože Kolenc 1956 -
- (Silvo Komar)?
- Matjaž Kondardi
- Fabjan Kontestabile
- Marjan Korenjak
- Slavko Koroš
- Vinko Korošak ?
- Alenka Korošec Peruzin
- Drago Kos 1961 -
- Robert Kos
- Franc Kosmač 1960 -
- Anita Kovačič
- Franc Kozel
- Mitja Kraigher (SDV) 1926-92
- Robert Kralj
- Ivan Kramberger, ml. 1986-
- Jože Krapše
- Edo Kranjčevič (SDV)
- Srečko F. Krope 1962 -
- Roman Kump
- Alojz Kuralt

## L
- Milan Lah
- Igor Lamberger
- Uroš Lavrič
- Brane Legan
- Damjan Lepoša
- Uroš Lepoša
- Borut Likar 1955 -
- Boštjan Lindav
- Maks Loh ? 1908 - 1987
- Dimitrij Lokovšek
- Ivan Lokovšek - Jan
- Danijel Lorbek 1969 -
- Radovan Lukman?
- Bojan Lunežnik

## M
- Ciril Magdič
- Igor Maher 1967-
- Bojan Majcen
- Nace Majcen
- Darko Majhenič 1967-
- Franc Marolt (policist)
- Pavel Martonoši 1944-
- Robert Mastnak Mlakar
- Bojan Matevžič
- Franci Matoz
- Darko Maver 1951 -
- Marko Medvešek
- Beno Meglič
- Danica Melihar Lovrečič 1911 - 2005
- Jože Mencin
- Drago Menegalija
- Gorazd Meško 1965 -
- Damjan Miklič
- Neža Miklič
- Boris Mikolič
- Marko Milačič
- Kristjan Mlekuš
- Franc Mlinarič 1956 -
- Vinko Mlinšek
- Matija Močnik 1881 - 1962
- Melita Močnik
- Alojzij Mohar
- Dušan Mohorko 1959 -
- Miha Molan
- Ivan More - Žan
- Martin Movern
- Robert Mravljak
- Darko Muženič

## N
- Majda Nagode
- Tadej Nagode
- Igor Naraglav
- Boris Novak
- Janko Novak (policijski vikar)
- Majda Nagode

## O
- Primož Ogrinc
- Anton Olaj
- Bojan Oman
- Tomislav Omejec 1970-
- Jakob Ornik
- Jože Osterc (policist)
- Jožko Ošnjak 1921 - 2003
- Vojko Otoničar
- Miran Ozebek

## P
- Milan Pagon 1957 -
- Stane Pajk
- Stanko Palčič, poveljnik orožništva med 2. svet. vojno v Lj
- Ivan Pasar
- Janez Pavčič
- Alojzij Pavlič
- Janez Pečar?
- Tomaž Pečjak 1970 -
- Alojzij Penko
- Aleksander Perklič
- Jože Perko
- Tomaž Peršolja
- Emerik Peterka
- Damjan Petrič
- Zoran Petrović
- Marko Pirjevec
- Franc Pirkovič
- Stane Plohl
- Mirko Ploj (1956-)
- Vladimir Pocek
- Primož Podbelšek
- Bojan Podbevšek
- Janez Podobnik (policist)
- Lojze Podobnik (1949-)
- Andrej Podvršič
- Leopold Pogačar
- Svitoslav Pogelšek
- Marko Pogorevc 1964 -
- Katjuša Popović
- Janez Portir
- Edo Posega 1948 -
- Bojan Potočnik 1954 -
- Uroš Povalej
- Pavle Povirk
- Franci Povše
- Anton Pozvek
- Emil Pozvek
- Peter Pungartnik
- Aleksander Pur

## R
- Ciril Ravbar
- Boris Rehar
- Martin Renko
- Roman Rep
- Drago Ribaš
- Branimir Ritonja
- Vojko Robnik
- Boris Rojs
- Jože Romšek 1954-
- Roman Rovanšek
- Robert Rožaj
- Andrej Rupnik
- Janez Rupnik
- Martin Rupnik
- Donald Rus
- Darko Repenšek

## S
- Karlo Sagadin
- Stanko Sakovič
- Simon Savski 1966 -
- Jože Senica
- Janko Sever 1951 -
- Ivan Simič
- Peter Skerbiš
- Bojan Skočir
- Mihael Skubl 1877 - 1964 (Avstrija)
- Alojz Sladič
- Branko Slak
- Robert Slodej
- Franc Slokan
- Simon Slokan
- Slavko Soršak
- Marjan Starc
- Fabio Steffe
- Vinko Stojnšek
- Stanko Strašek
- Robert Sušanj
- Simon Sušanj

## Š
- Boštjan Šefic 1962 -
- Branko Šekoranja
- Janez Šercelj
- Franc Šešerko
- Matjaž Šinkovec
- Silvo Šivic (1909 - 1982)
- Slavko Škerlak 1960 -
- Rado Škraba
- Jure Škrbec 1981 -
- Darko Škrlj?
- Franc Šoster 1946 - 1991
- France Špelič 1927 - 2012
- Robert Šplajt 1968 -
- Jože Šprah
- Robert Štaba ?
- Srečko Šteiner
- Božidar Štemberger
- Franc Štrubelj (1919 - 2017)
- Anton Štubljar
- Iztok Štucin
- Bojan Štumberger
- Miran Štupica
- Gorazd Šturm (1951 - 1984)
- Franc Šumandl
- Robert Šumi (1974-)

## T
- Robert Tekavec
- Rudi Terpin
- Peter Tkalec
- Ljubo Tomažič
- Tomaž Tomaževic
- Bojan Tomc
- Matjaž Tomšič
- Andrej Torkar
- Viljem Toškan
- Anton Travner
- Milan Trbulin
- Milena Trbulin
- Božo Truden?

## U
- Nina Ukmar Mezinec
- Vojko Urbas
- Radivoj Uroševič
- Ivo Usar

## V
- Rajmund Veber
- Boštjan Velički
- Simon Velički
- Rajko Velikonja
- Igor Velov
- Stanislav Veniger
- Manuel Vesel
- Vlado Vidic?
- Angel Vidmar
- Ivan Vidmar
- Drago Vidrih
- Gorazd Vidrih
- Simon Vindiš
- Svetlana Vovko
- Anton Vozelj
- Marjan Vrbnjak
- Stanislav Vrečar
- Tone Vrečar
- Bojan Vrečič
- Milan Vršec  1942 -

## W
- Aleks Winkler
- Janez Winkler 1928 - 2023

## Z
- Drago Zadnikar
- Ljubo Zajc 1963- (promet)
- Andrej Zbašnik
- Janez Zemljarič
- Viktor Zinreih
- Igor Zlodej
- Franc Zorc
- Boris Zore
- Valter Zrinski
- Anton Zupančič

## Ž
- Miroslav Žaberl
- Boris Žagar
- Damijan Žagar
- Ciril Žerjav
- Danijel Žibret
- Vinko Žitnik
- Boris Žnidarič
- Miloš Žulovec